# 巴勒斯坦油彩蛙
巴勒斯坦油彩蛙（學名：Latonia nigriventer），又名以色列鈴蛙或巴勒斯坦鈴蛙，是曾經被認為滅絕的兩棲動物。牠們只在以色列及近敘利亞的胡拉谷地生活，由於沼澤在1950年代乾涸使得牠們一度同時消失。巴勒斯坦油彩蛙的腹部呈深色，有白色小點。背部呈赭色，逐步漸變為兩側的深橄欖灰色至灰黑色。牠們與繡錦盤舌蟾（Discoglossus pictus）有所不同，其目間距離較闊，前肢較長，而吻則較短。牠們的模式標本是一隻雌性，長4厘米。此種曾被分類在盤舌蟾屬（Discoglossus）中，但新近的研究支持它們應分類在一已滅絕的屬下——拉托娜蟾屬。由於其為此屬下已知的唯一現存種，因此有活化石的稱號。
對於巴勒斯坦油彩蛙的資料不明，因為只曾有兩次被發現：第一次是在1940年，當時發現了兩隻成蛙及兩隻蝌蚪；另一次是於1955年，當時只發現了一個標本。1940年所發現的四個標本成為了牠們的模式標本，但較細小的一隻卻被較大的一隻吃了；後者後來成為了正模標本，而兩隻蝌蚪則似乎遺失了。這使得世界自然保護聯盟也將巴勒斯坦油彩蛙認為是已滅絕，但在以色列本土內牠們卻長久被列為瀕危物種，主要在於研究人員仍相信在戈蘭高地仍有機會發現牠們。2000年時，開始出現在黎巴嫩貝卡谷地發現巴勒斯坦油彩蛙的消息，然而兩個研究團分別在2004年及2005年均未能確定牠們已經滅絕。但是隨著主要棲息地胡拉谷地環境逐漸改善，在2011年時確認其已經成為當地河流與沼澤的特有種。